# 克里謝尼鄉
47°14′N 23°3′E / 47.233°N 23.050°E
克里謝尼鄉（羅馬尼亞語：Comuna Crișeni, Sălaj），是羅馬尼亞的鄉份，位於該國西北部，由瑟拉日縣負責管轄，面積33平方公里，海拔高度262米，2007年人口2,527，人口密度每平方公里77人。